# Franciszek Belamain
Franciszek Belamain SJ, (fra.) François Balmain (ur. 25 maja 1733 w Luzy, zm. 2 września 1792 w Paryżu) – błogosławiony Kościoła katolickiego, męczennik, ofiara antykatolickich prześladowań okresu rewolucji francuskiej.
20 lipca 1753 roku wstąpił do Towarzystwa Jezusowego, a święcenia kapłańskie przyjął po studiach teologicznych odbytych w Pont-à-Mousson w 1764 roku. Po kasacie zakonu prowadził działalność dydaktyczną w swojej Alma Mater dzięki decyzji księcia Lotaryngii Stanisława Leszczyńskiego, który wziął jezuitów pod swoją opiekę. Po śmierci protektora, decyzją parlamentu rozwiązano Towarzystwo Jezusowe i Franciszek Belamain wraz z współbraćmi zmuszony został do tułaczki w czasie której prowadził działalność w różnych miejscowościach Francji. Od 1788 roku pracował w diecezji paryskiej jako kapelan Córek Krzyża, mieszkając u eudystów. W okresie gdy w rewolucyjnej Francji nasiliło się prześladowanie katolików w 1791 roku, odmówił złożenia przysięgi na cywilną konstytucję kleru. Aresztowany 10 sierpnia 1792 w miejscu zamieszkania i przewieziony do klasztoru karmelitów, był jedną z około 114 ofiar rzezi, jako jeden z 14 jezuitów, którzy tam zginęli 2 września.
Był jedną z ofiar tak zwanych masakr wrześniowych, w których zginęło 300 duchownych i jednym z 23 zamordowanych jezuitów, ofiar nienawiści do wiary (łac) odium fidei.
Dzienna rocznica śmierci jest dniem kiedy wspominany jest w Kościele katolickim, a jezuici wspominają go także 19 stycznia.
Franciszek Belamain znalazł się w grupie 191 męczenników z Paryża beatyfikowanych przez papieża Piusa XI 17 października 1926.